# Junkyard Drive
Junkyard Drive er et dansk hard rock-band, dannet i Roskilde 27. februar 2014, af "Birk" (Emil Birkmose) (guitarist) og Claus Munch (trommeslager).
Bandet opstod i kølvandet på et brud mellem Birk og hans tidligere band Lagerloudz. Efter bruddet fandt Birk og Munch sammen og dannede Junkyard Drive. De havde lært hinanden at kende på HF. Bandet blev hurtigt udvidet med yderligere to medlemmer, nemlig Kristian Johansen (forsanger) og Benjamin Høyer (guitarist).
Junkyard Drive er kendt for at spille tempofyldt rock n’ roll i samme stil som bl.a. Mötley Crüe, L.A. Guns og Guns N' Roses.[kilde mangler]
Bandet markerede sig for alvor på den danske rockscene, da de 2. januar 2017 udgav sangen "Geordie", som gjorde bandet landskendt fra den ene dag til den anden. "Geordie" (indspillet af bl.a. Joan Baez) er en engelsk version af Gasolin'-hittet "Langebro". Singlen "Geordie" lå i hele 2017 på Itunes-hitlisten bl.a. som nr. 2 på Rock-listen (lige under Volbeats sang "For evigt") og nr. 19 på den samlede hitliste bl.a. placeret over Lukas Graham og Gulddreng.
Bandet har udgivet 4 studiealbums og en EP, Junkyard Luxury, der udkom 9. november 2014. Det første studiealbum, Sin & Tonic, udkom 17. februar 2017 på pladeselskabet Mighty Music. Sin & Tonic blev indspillet i Medley Studios med Søren Andersen (Glenn Hughes, Dead Daisies, Mike Tramp) som producer. Deres andet studiealbum, Black Coffee udkom den 31 august 2018. Den er ligeledes udgivet på pladeselskabet Mighty Music. Black Coffee blev kort tid efter udgivelsen, nr. 1 på den officielle vinylhitliste.

## Udgivelser

### Junkyard Luxury
1. Pauline
2. The Golden Lady
3. Low On Bucks
4. The Devils Boogie Woogie

### Sin & Tonic
1. If You Wanna Rock Me
2. Bone Dry Jessie
3. Drama Queen
4. Natural High
5. Take It All
6. B.A.D
7. Danger Zone
8. Stone Cold Lady
9. Geordie
10. Slave to Technology

### Black Coffee
1. Time is Over
2. Sweet Little Dreamer
3. Sucker for Your Love
4. Make up Your Mind
5. Backseat Baby
6. Way Too Long
7. Through the Door
8. Same Old Story
9. Wasted Nights
10. Where I Belong
11. See You Next Time

### Electric Love (2022)
1. Let It Burn
2. Electric Love
3. Mr. Rock N' Roll
4. Home
5. Let Me Love You
6. Tomorrow I Will Be Gone
7. Mind Eraser
8. The Wonderland of Temptations
9. Mama
10. Free Your Mind

### Look at me Now (2024)
1. Somewhere To Hide
2. Shoot From The Hip
3. Tearaway
4. Black Wolf
5. Beauty Fool
6. Blood Red Sky
7. Saw You Hanging There
8. The Tide Is High
9. Pipe Down
10. Afterglow

## Band
- Kristian Johansen: Vokal
- Kristoffer Kristensen: Guitar og Kor
- Oliver Hartmann Jakobsen: Guitar og Kor
- Claus Munch: Trommer
- Mikkel Sjus: Bas